# Cainguá
Cainguá (Guarani Kaiwá, Kaiwá, Kaiowá, Kayová, Kayguá, Kaiova, Kayoá, Kaiwá, Caiuá, Kadjová, Guarani Kayowa, Kaiobá, Kaiuá, Kainguá, Guarani Kaiowá, Cainguá, Caoioá, Cayguá, Cayuá, Kayuá, Kaa-thwua, Kaingua, Cayua, Monteses), značajno pleme skupine Guarani, porodice Tupi-Guarani naseljeno danas u brazilskoj državi Mato Grosso do Sul i susjewdnoj Argentini. Populacija im iznosi preko 15.000, od čega svih 15.000 u Brazilu. Braća Seljan koji su ih posjetili 1903. spominju ih pod imenom Cayuá. Prema Alfredu Métrauxu, ovim imenom treba nazivati sva šumska Guarani plemena, čije ime označava 'stanovnike šume'. Govore nekoliko dijalekata: teüi, tembekuá, kaiwá. Po kulturi su poljodjelci, lovci, ribari.
Caingua ime označave stanovnike šume. Oko 1800.-te Cainguá (Caagua) naseljeni su u izvorišnim oblastima rijeke Iguatemí, koji se proteže sjeverno prema gornjem toku rijeke Miranda pa do Cerro Pyta u Cordilleri de San Jose u blizini izvorišnih oblasti rijeke Ypané. Oni su također živjeli u blizini rijeka Jejui-guazú (Jejui) i Aguaray-guazú i u blizini gradova Curuguaty, San Joaquin, i San Estanislao (Azara, 1904, str 407).
Cainguá vlastiti živjeli su na rijeci Ypané; pleme Carima na Serra Maracayu (lat. 23° S., long. 54° W.), i Taruma istočno od rijeke Yhu (lat. 24° S., long. 56° W.).
Indijanci koji su na kraju 18. stoljeća živjeli na desnoj strani rijeke Parana između rijeka Guarapay i Monday i na lijevoj strani rijeke Parana od Corpusa do rijeke Iguassu, bili su poznati kao Guayaná (lat. 26° S., long. 56° W.). Grupa Guayana još uvijek postoji na Villa Azara na rijeci Pira-pyta. Ove Guayaná Indijance ne smije se brkati sa starim plemenom Guayaná (Guaiana) iz Sao Paulo i Parane, koji su pripadali u Caingange (Azara, 1904, p. 406).
Suvremeni Cainguá (Caaiguá) dijele se na tri osnovne skupine
1. Mbyá (Mbwiha, Ava-mbihá, Caayguá, Apyteré, Baticola), koji zauzimaju šumovit predjeel Serra de Maracayu (lat. 25°-27° S., long. 55° W.) i regija oko korpusa u Argentinskom teritoriju Misiones. Grupe Mbyá (ili Cainguá) još su široko razasuti u Mato Grosso i državama Parana i Rio Grande do Sul.
2. Chiripá, koji žive južno od rijeke Jejua-guazu i na lijevoj i desnoj strani gornjeg toke rijeka Parana River, duž rijeke Yuytorocai i sjeverno od rijeke Iguassu River (lat. 25° S., long. 54°-56° W.).
3. Pañ' (Terenõhẽ), sjeverno od rijeke Jejui-guazú.
Postoji također još nekoliko drugih Cainguá ili Guaraní skupina u Brazilu, to su: 
1. Apapocúva, koji sebe smatraju različitima od paragvajskih Cainguá prema su im bliski po srodnosti. Prije nego što su počeli 1870. tražiti 'zemlju-bez-zla', živjeli su na donjoj Iguatemí, na krajnjem jugu Mato Grossa. Godine 1912. još ih je 200 živjelo na Iguatemí, oko 200 u rezervaciji Arariba, u državi Sao Paulo, sto na Rio das Cinzas, u državi Parana; oko 70 u Potrero Guazu, u Mato Grosso, oko 40 na ušću rijeke Ivahí.
2. Tañyguá, koji su poduzeli isti put kao i Apapocuva, živjeli su na rijeci Paraná, blizu rijeke Iguatemi (lat. 23° S., long. 54° W.). nakon dugog puta koji ih je dopeljao do atlantske obale naselili su se na rijekama Rio de Peixe i the Itariry, gdje ih je 1912 još nešto preživjelih.
3. Oguauíva ili Oguiva, drevno stanište s kojeg su se oni doselili prema oceanu, nalazilo se blizu Serra de Maracayu (lat. 24° S., long 54° W.). Pleme Oguauiva koje je prema oceanu migriralo 1830, bilo je dotada živjelo u neposrednoj blizini Serra de Maracayu (lat. 24° S., long 54° W.). Godine 1912, 100 Oguauiva živilo je u rezervaciji Arariba, a 40 u blizini obale.
Ostale skupine koje spominje Nimuendajú (1914 a, p. 293) u južnom Brazilu su: Cheiru, blizu ušća Iguatemí; Avahuguai, na Douradosu; Paiguaçu ili Paiguassu, na rijeci Curupayna (Mato Grosso); Yvytyiguá, nasuprot Serra do Diabo, u državi Parana; Avachiripá, na lijevoj strani rijeke Parana (država Parana); Catanduva Jatahy, u istoj državi.
Apapocuva, Tañyguá, Oguauíva i Cheiru vode se (smatraju) Guaranima, dok se Avahuguai, Paiguaçu, Yvytyiguá, Avachiripá i Catanduvá označavaju u Brazilu pod opčim imenom Caiuá (Kayguá).
Ivaparé (Aré, Shetá), pogrešno nazivani Botocudo ili Notobotocudo zbog njihovih drvenih labreta, su guarani-govornici s rijeke Ivahy, blizu Ranharanha (Ariranha) Cachoeira (lat. 24° S., long. 53° W.). Ovi Indijanci zapustili su poljodjelstvo i lutaju šumama poput Guayakija.
Nimuendajú (1914 a, p. 293) procjenjuje 1912 da ukupan broj brazilskih Caingua iznosi oko 3.000